# Silva Gabreta
Silva Gabreta je mezinárodní recenzovaný časopis, publikující odborné články, přehledy, zprávy a krátká sdělení z oblasti přírodních věd a ochrany přírody týkající se zejména oblasti Šumavy. Od roku 1996 vyšlo již 16 ročníků (od roku 2005 vycházejí 3 čísla ročně) a dvě speciální čísla, věnovaná vegetaci Vltavského luhu a rekonstrukci potenciální přirozené vegetace NP Šumava. Celkem bylo dosud publikováno přes 350 článků ze všech oborů, především od českých, německých a rakouských odborníků, zabývajících se výzkumem Šumavy (včetně Pošumaví, Českého lesa a Novohradských hor). Přibližně 70 % příspěvků je v angličtině, ale časopis je trojjazyčný a publikuje články také česky a německy. Časopis vydává Správa NP a CHKO Šumava, jeho odbornou úroveň garantuje dvacetičlenná redakční rada (složená z českých i zahraničních vědců) a přísné recenzní řízení každého rukopisu.
ISSN 1211-7420.